# Leyssard
Leyssard és un municipi francès situat al departament de l'Ain i a la regió d'Alvèrnia-Roine-Alps. L'any 2007 tenia 164 habitants.

## Demografia

### Població
El 2007 la població de fet de Leyssard era de 164 persones. Hi havia 68 famílies de les quals 16 eren unipersonals (8 homes vivint sols i 8 dones vivint soles), 24 parelles sense fills, 24 parelles amb fills i 4 famílies monoparentals amb fills.
La població ha evolucionat segons el següent gràfic:
Habitants censats

### Habitatges
El 2007 hi havia 92 habitatges, 66 eren l'habitatge principal de la família, 21 eren segones residències i 5 estaven desocupats. 87 eren cases i 5 eren apartaments. Dels 66 habitatges principals, 55 estaven ocupats pels seus propietaris, 10 estaven llogats i ocupats pels llogaters i 1 estava cedit a títol gratuït; 9 tenien dues cambres, 6 en tenien tres, 18 en tenien quatre i 33 en tenien cinc o més. 52 habitatges disposaven pel capbaix d'una plaça de pàrquing. A 29 habitatges hi havia un automòbil i a 34 n'hi havia dos o més.

### Piràmide de població
La piràmide de població per edats i sexe el 2009 era:
| Homes | Edats   | Dones |
| ----- | ------- | ----- |
| 0     | 95 o +  | 0     |
| 0     | 90 a 94 | 0     |
| 0     | 85 a 89 | 0     |
| 0     | 80 a 84 | 4     |
| 4     | 75 a 79 | 8     |
| 0     | 70 a 74 | 0     |
| 0     | 65 a 69 | 0     |
| 0     | 60 a 64 | 0     |
| 4     | 55 a 59 | 4     |
| 0     | 50 a 54 | 4     |
| 4     | 45 a 49 | 0     |
| 16    | 40 a 44 | 16    |
| 12    | 35 a 39 | 8     |
| 8     | 30 a 34 | 4     |
| 0     | 25 a 29 | 0     |
| 8     | 20 a 24 | 0     |
| 4     | 15 a 19 | 4     |
| 8     | 10 a 14 | 8     |
| 4     | 5 a 9   | 12    |
| 4     | 0 a 4   | 0     |

## Economia
El 2007 la població en edat de treballar era de 116 persones, 94 eren actives i 22 eren inactives. De les 94 persones actives 89 estaven ocupades (44 homes i 45 dones) i 5 estaven aturades (3 homes i 2 dones). De les 22 persones inactives 12 estaven jubilades, 8 estaven estudiant i 2 estaven classificades com a «altres inactius».

### Ingressos
El 2009 a Leyssard hi havia 68 unitats fiscals que integraven 158 persones, la mediana anual d'ingressos fiscals per persona era de 18.818 €.

### Activitats econòmiques
Dels 2 establiments que hi havia el 2007, 1 era d'una empresa de construcció i 1 d'una empresa de serveis.
L'any 2000 a Leyssard hi havia 8 explotacions agrícoles que ocupaven un total de 162 hectàrees.

## Poblacions més properes
El següent diagrama mostra les poblacions més properes.